# 十和田市立十和田湖中学校
十和田市十和田湖中学校（とわだしりつとわだこちゅうがっこう）は、青森県十和田市大字奥瀬にある公立中学校。

## 沿革
- 1947年（昭和22年）6月28日 - 十和田村立十和田中学校として発足。校舎は、十和田村立十和田小学校校舎に併設。
- 1951年（昭和26年）9月13日 - 校舎新築移転（引き続き小学校校舎に併設）。
- 1955年（昭和30年）4月1日 - 十和田村の町制施行により、十和田町立十和田中学校と改称。
- 1959年（昭和34年）6月10日 - 校歌制定。
- 1964年（昭和39年）9月17日 - 校旗樹立。
- 1970年（昭和45年）4月1日 - 十和田町立十和田湖中学校と改称
- 1975年（昭和50年）4月1日 - 町名変更により、十和田湖町立十和田湖中学校と改称。
- 2005年（平成17年）1月1日 - 十和田湖町が十和田市に合併された為、十和田市立十和田湖中学校と改称。
- 2018年（平成30年）
  - 4月1日 - 十和田湖小学校を統合し、小中併置校となった[1]。
  - 11月 - 屋内運動場屋根改修工事完了[2]。
- 2022年（令和4年）4月1日 - 十和田湖小学校からの新入生がいないため、休校となる[3]。
- 2024年（令和6年）4月1日 - 再開。

## 生徒数
2024年（令和6年）5月1日時点。
| 学年 | 1年 | 2年 | 3年 | 特別支援 | 合計 |
| ---- | --- | --- | --- | -------- | ---- |
| 学級 | 1   | 0   | 0   | 0        | 1    |
| 生徒 | 1   | 0   | 0   | 0        | 1    |

## 通学区域
- 大字奥瀬
  - 字十和田
  - 字十和田湖畔 - 休屋、宇樽部、子ノ口

## アクセス
- 十和田市立十和田湖小学校#アクセスを参照。

## 参考資料
- 『青森県教育史 別巻』（青森県教育委員会・1973年12月20日発行）「学校沿革 中学校」919頁「十和田湖中学校」（1970年の記載分まで）

## 参考リンク
- 青森県庁 学校一覧
- 十和田市立小・中学校の学区一覧